# 启浪乡
启浪乡 （維吾爾語：چىلان يېزىسى ，拉丁维文：Chilan Yézisi） ，是中华人民共和国新疆维吾尔自治区阿克苏地区柯坪县下辖的一个乡镇级行政单位。

## 行政区划
启浪乡下辖以下地区：
吾斯塘博依村、努尔巴格村、博斯坦村、托玛巴什村、科克托格拉克村、萨依巴格村、巴合恰村、布拉克村和其曼村。